# قانون اساسی بلغارستان
قانون اساسی جمهوری بلغارستان (بلغاری: Конституция на Република България یاKonstitutsia na Republika Balgaria) قانون عالی و اساسی جمهوری بلغارستان است. قانون اساسی فعلی در ۱۲ ژوئیه ۱۹۹۱ توسط هفتمین مجمع بزرگ ملی بلغارستان به تصویب رسید و در آن این کشور به عنوان یک جمهوری پارلمانی با حکومت متمرکز توصیف شده است. این قانون تاکنون پنج باز اصلاح شده (در سال‌های ۲۰۰۳،۲۰۰۵،۲۰۰۶،۲۰۰۷ و ۲۰۱۵) و چهارمین قانون اساسی بلغارستان محسوب می‌شود. اولین قانون اساسی تارنوو بود که در سال ۱۸۷۹ به تصویب رسید.
علاوه بر قانون اساسی دموکراتیک کنونی مصوب سال ۱۹۹۱ و قانون اساسی سلطنتی تارنوو، بلغارستان دو قانون اساسی دیگر داشت. یکی قانون اساسی دیمترو (برگرفته از نام گئورگی دیمیتروف) بین سال‌های ۱۹۴۷ تا ۱۹۷۱ و دیگری قانون اساسی ژیوکوف (برگرفته از نام تودور ژیوکوف) بین سال‌های ۱۹۷۱ تا ۱۹۹۱ بودند که هر دو قانون اساسی ماهیت سوسیالیستی داشتند. 